# رونالد هارفي
رونالد هارفي (7 مايو 1934 في المملكة المتحدة - ) (بالإنجليزية: Ronald Harvey)‏ هو لاعب كريكت بريطاني. لعب مع نادي مقاطعة ساسكس للكريكت ‏.

## وصلات خارجية
- رونالد هارفي على موقع إي آس بي آن كريك إنفو (الإنجليزية)